# Comptonatus
Comptonatus („Bouřlivák z Comptonu“) byl rod ornitopodního dinosaura z kladu Iguanodontia. Žil v období rané křídy (geologický věk barrem až apt, asi před 125 miliony let) na území Evropy (Velká Británie, Isle of Wight).

## Historie
Fosilie tohoto dinosaura (sbírkové označení IWCMS 2014.80) byly objeveny a vykopány roku 2013 na jihu Anglie (ostrov Isle of Wight) v sedimentech geologického souvrství Wessex (na stejné lokalitě, ze které byl popsán rod Valdosaurus). Jedná se o nejkompletnější dinosauří kostru vykopanou od roku 1914, kdy byl objeven typový exemplář druhu Mantellisaurus atherfieldensis (kterého nejprve v roce 1925 pojmenoval amatérský paleontolog Reginald Walter Hooley jako Iguanodon atherfieldensis (podle obce Atherfield nedaleko místa objevu) a v roce 2007 americký nezávislý badatel Gregory S. Paul určil, že se jedná o samostatný rod a na počest průkopníka v objevování dinosaurů Gideona Algernona Mantella jej pojmenoval Mantellisaurus atherfieldensis. Typový druh Comptonatus chasei byl formálně popsán v červenci roku 2024.

## Systematika
Comptonatus byl zástupcem kladu Styracosterna a Hadrosauriformes jako jejich vývojově vyspělý zástupce, systematika těchto evropských ornitopodních dinosaurů je však poměrně složitá. Spadal do čeledi Iguanodontidae a jeho nejbližšími vývojovými příbuznými byly rody Mantellisaurus a dále pak Barilium a Iguanodon.

### Česká literatura
- SOCHA, Vladimír (2020). Pravěcí vládci Evropy. Kazda, Brno. ISBN 978-80-88316-75-6. (str. 73-75)